# Fenazaquin
Fenazaquin ist eine chemische Verbindung aus der Gruppe der Chinazolinderivate und Alkylarylether.

## Gewinnung und Darstellung
Fenazaquin kann durch Reaktion von 4-Chinazolinol mit Triphenylphosphit und Chlor und anschließender Reaktion des entstandenen Zwischenproduktes 4-Chlorchinazolin mit 4-tert-Butylphenylethanol gewonnen werden.

## Eigenschaften
Fenazaquin ist ein farbloser Feststoff, der unlöslich in Wasser ist. Er hydrolysiert unter sauren Bedingungen, ist aber fast stabil unter neutralen oder basischen Bedingungen.

## Verwendung
Fenazaquin wird seit seiner Markteinführung 1992 als Akarizid eingesetzt. Es wirkt durch Blockierung des mitochondrialen Elektronentransportes im Komplex I.

## Zulassungsstatus
Fenazaquin ist zwar in den Staaten der EU als Wirkstoff zugelassen, jedoch sind weder in Deutschland noch in Österreich oder der Schweiz Pflanzenschutzmittel, die Fenazaquin als Wirkstoff enthalten, im Handel.